# Pelisjat
Pelisjat (bulgariska: Пелишат) är ett distrikt i Bulgarien.   Det ligger i kommunen Obsjtina Pleven och regionen Pleven, i den centrala delen av landet, 140 km nordost om huvudstaden Sofia.
Trakten runt Pelisjat består till största delen av jordbruksmark. Runt Pelisjat är det ganska tätbefolkat, med 70 invånare per kvadratkilometer.